# Dorćol
Dorćol (en serbe en écriture cyrillique : Дорћол) est un quartier de Belgrade situé dans la municipalité de Stari grad. En 2002, il comptait 22 707 habitants.

## Localisation

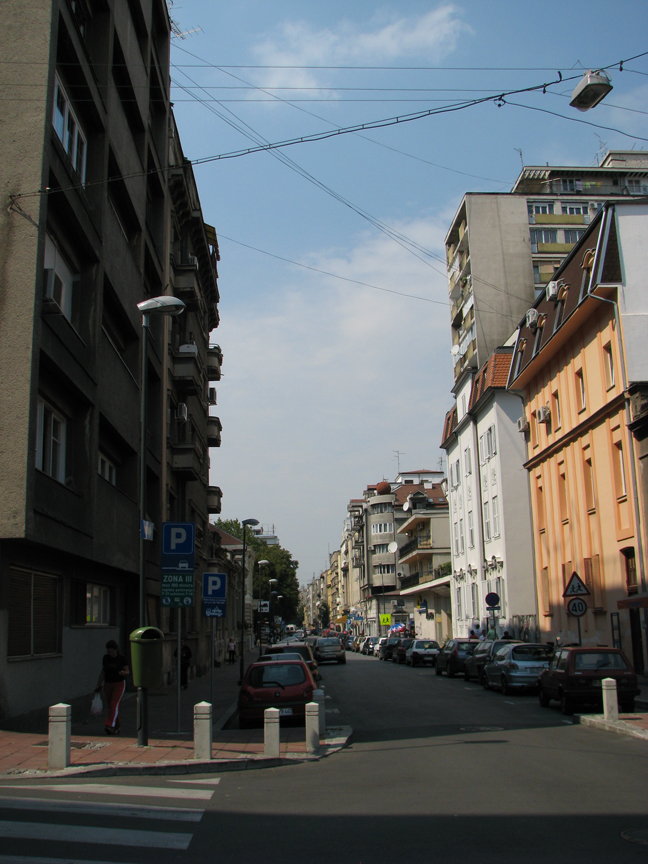
La rue Gospodar Jovanova

Dorćol se trouve à environ 700 m au nord de Terazije, la place centrale de Belgrade. Le quartier peut être divisé en deux parties, Gornji Dorćol (« le haut Dorćol »), qui s'étend du Parc de l'Académie à la rue Cara Dušana, et Donji Dorćol (« le bas Dorćol ») qui est situé entre les rues Cara Dušana, Francuska et la rive droite du Danube. Donji Dorćol était autrefois connu sous le nom de Jalija (du mot turc yali, « la rive »). Il a comme limite les quartiers de Stari grad et Jevremovac (à l'est et au sud) et celui de Kalemegdan (à l'ouest). On considère parfois que Kalemegdan fait partie de Dorćol.

## Histoire
Le nom du quartier provient des mots turcs dört (quatre) et yol (la route) ; littéralement, il signifie « les quatre routes » ou « le carrefour ». De fait, une ville d'Anatolie dans la Turquie porte le nom voisin de Dörtyol.
Pendant la période turque, Dorćol était un centre commerçant, avec de nombreux marchés fréquentés par des négociants venus de divers pays ; il était, entre autres, un des centres de la communauté juive de Belgrade, ce dont témoigne encore l'actuelle rue Jevrejska (« la rue juive »). Entre 1717 et 1739, pendant l'occupation autrichienne, le Eugène de Savoie y tint sa cour. Après l'indépendance de la Serbie, Dorćol conserva son caractère international. Les vieilles maisons basses et les rues étroites de l'ancien quartier turc cédèrent la place à des constructions modernes. En revanche, certaines parties du quartier ont conservé leur aspect d'antan.

## Architecture

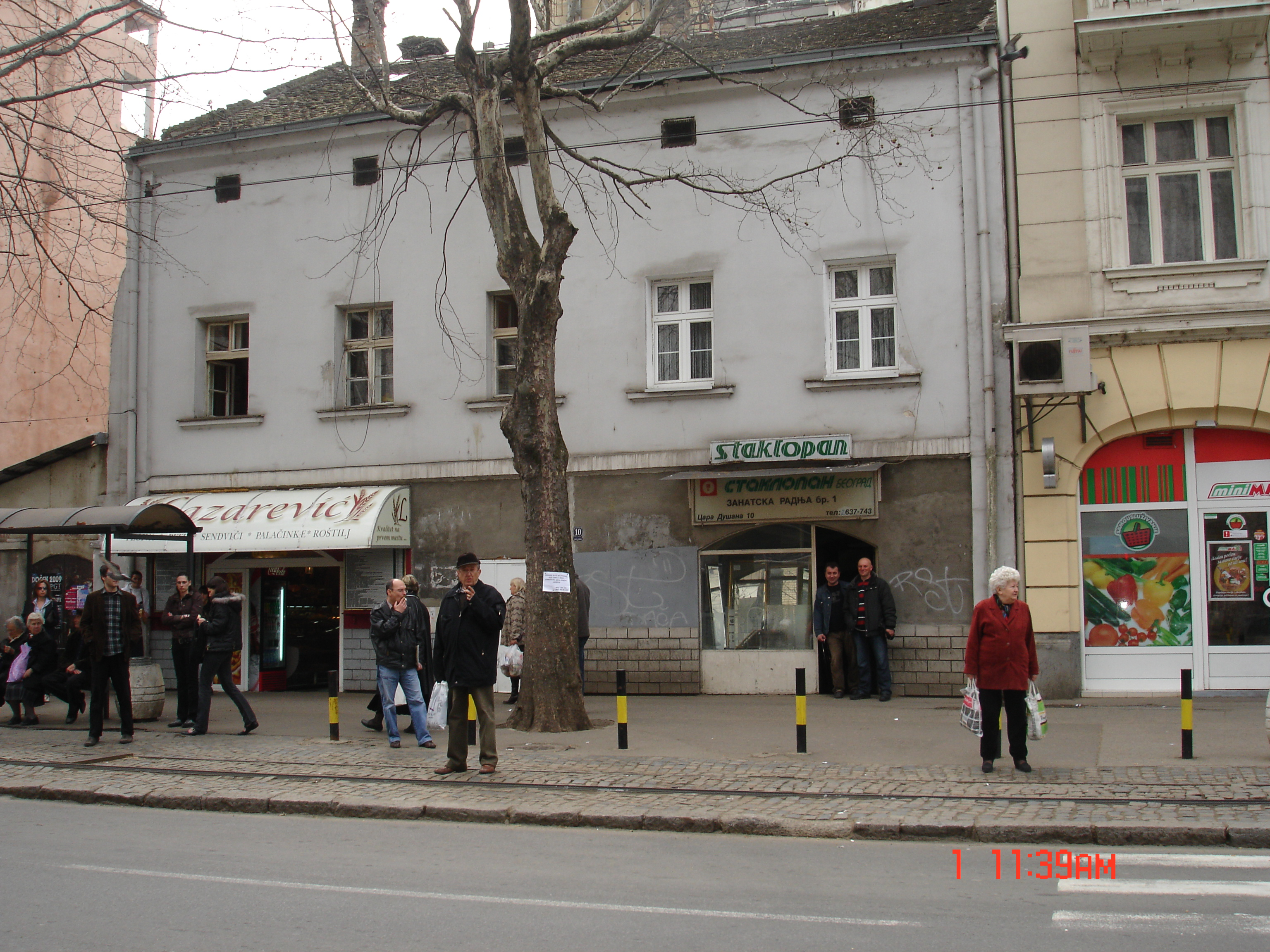
La plus ancienne maison de Belgrade

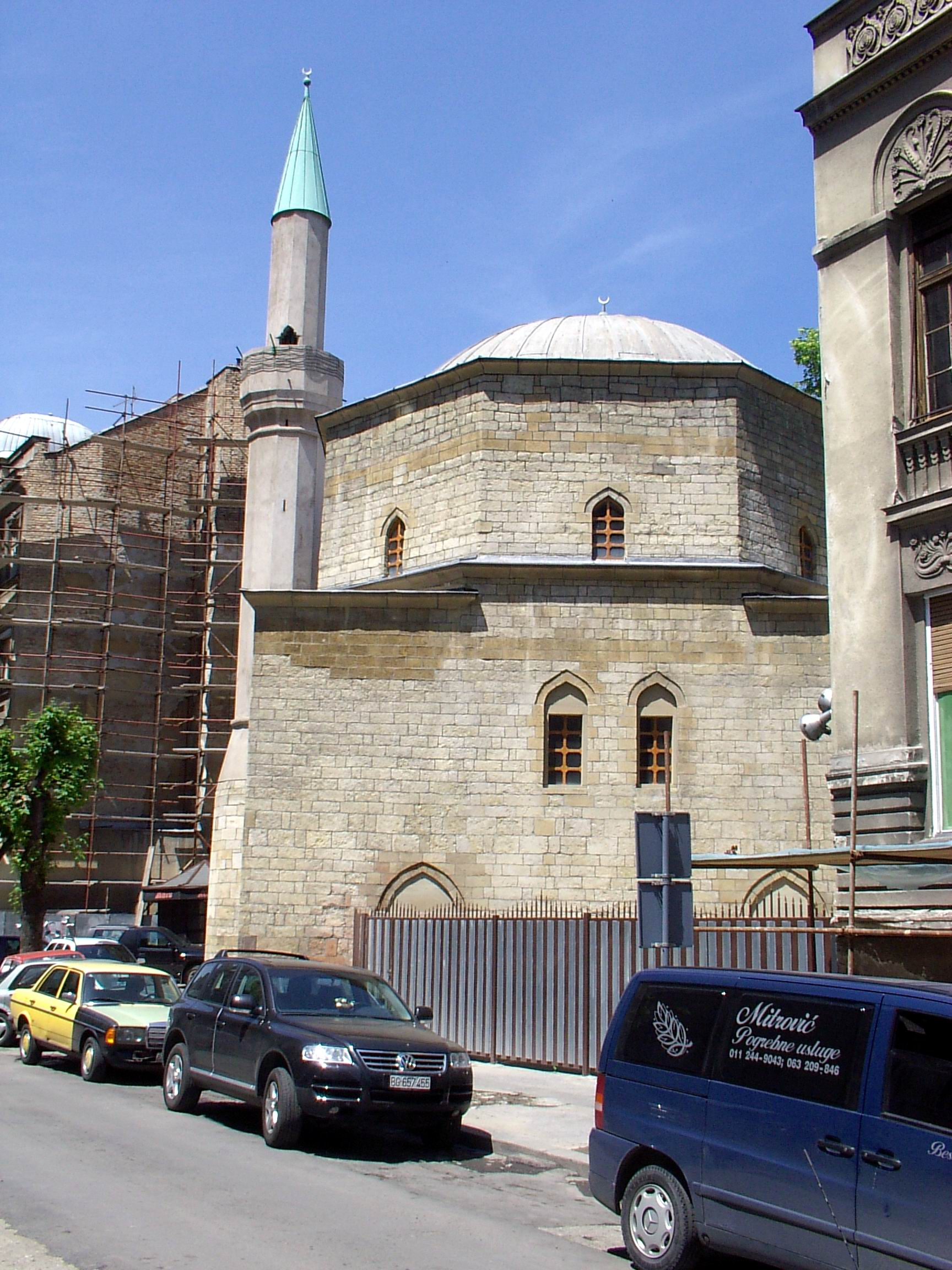
La mosquée Bajrakli

Dorćol possède quelques-uns des édifices les plus anciens de la capitale.
La seule mosquée de Belgrade subsistant à ce jour, la mosquée Bajrakli, est située au sud du quartier dans la rue Gospodar Jevremova. Elle fut construite entre 1660 et 1688 ; de 1717 à 1739, elle fut transformée en église catholique mais après le départ des Autrichiens, elle redevint une mosquée et prit le  nom de mosquée Bajrakli (en turc, bayrak signifie « le drapeau ») ; elle est aujourd'hui classée parmi les monuments culturels de grande importance de la république de Serbie.
La plus ancienne maison de Belgrade (Najstarija kuća u Beogradu) est située 10 rue Cara Dušana ; elle a été construite en 1724-1727. Le quartier situé autour du musée de Vuk et Dositej, avec ses constructions des XVIIIe et XIXe siècles, est tout entier classé parmi les entités spatiales historico-culturelles d'importance exceptionnelle.
La première église orthodoxe russe Alexandre Nevsky fut construite en 1876. Elle fut démolie en 1891 pour permettre le développement du quartier. La première pierre de la nouvelle église fut posée par le prince Alexandre en  1912 mais les guerres balkaniques et la Première Guerre mondiale repoussèrent l'achèvement de la construction à 1930.

## Culture

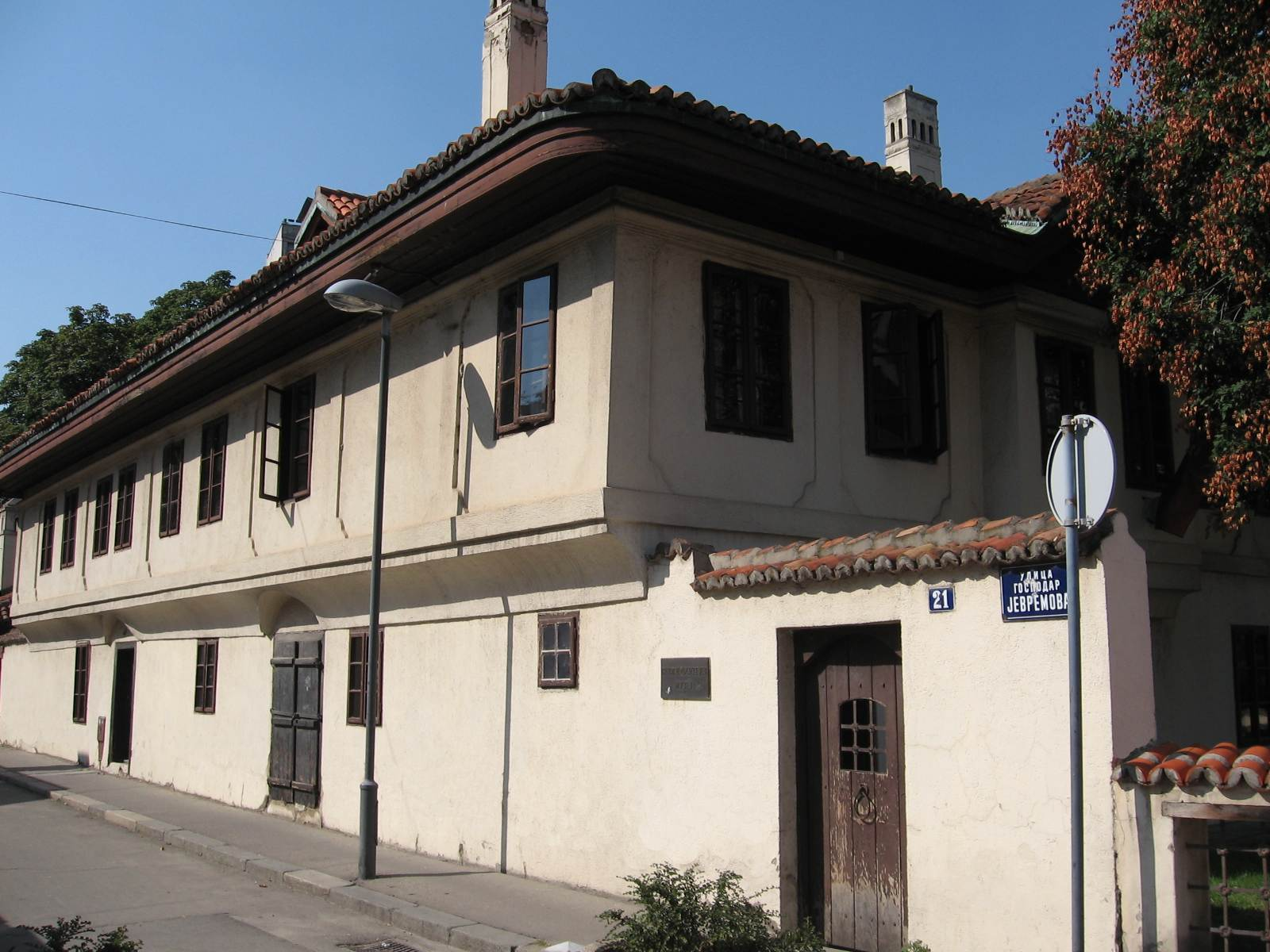
Le musée de Vuk et Dositej

Le musée de Vuk et Dositej, dans la rue Gospodar Jevremova, a été créé en 1949 ; il est consacré à l'écrivain Dositej Obradović, qui fut le premier ministre de l'éducation de la Serbie redevenue autonome, et à Vuk Stefanović Karadžić, le grand réformateur de la langue serbe. La maison qui l'abrite, construite entre 1739 et 1789, a probablement été construite pour servir de résidence au defterdar (haut commissaire aux finances) de Belgrade ; selon d'autres sources, il aurait pu abriter un harem,. Le bâtiment figure sur la liste des monuments culturels d'importance exceptionnelle de la république de Serbie.
La Galerie des fresques (Galerija fresaka) a été ouverte en 1953. Elle abrite des reproductions des fresques des monastères orthodoxes serbes les plus importants du Moyen Âge, et en particulier une copie de la Fresque de l'Ange blanc dont l'original se trouve au monastère de Mileševa.
Parmi les autres institutions culturelles du quartier, on peut signaler le théâtre d'avant-garde du BITEF sur la place Mira Trailović, le monument en l'honneur du héros national grec Rigas Feraios, le musée ethnographique de Belgrade, le musée historique juif, le musée de la pédagogie, le musée des arts dramatiques, le parc de l'Académie, ou encore la Faculté de sciences naturelles et de mathématiques.
En 1981, l'écrivain serbe Svetlana Velmar-Janković, membre de l'Académie serbe des sciences et des arts, a écrit un ouvrage intitulé Dorćol ; chaque nouvelle du recueil porte le nom d'une rue du quartier. À la demande des membres de la ligue de rugby de Dorćol, le rappeur Škabo, originaire du quartier, en collaboration avec DJ Ape et Šonsi Ras, a écrit une chanson intitulée Dorćol ; elle se veut l'hymne du club de rugby et un hommage au quartier ; cette chanson a été publiée dans son album Remek delo paru en 2008.

## Sport et loisirs

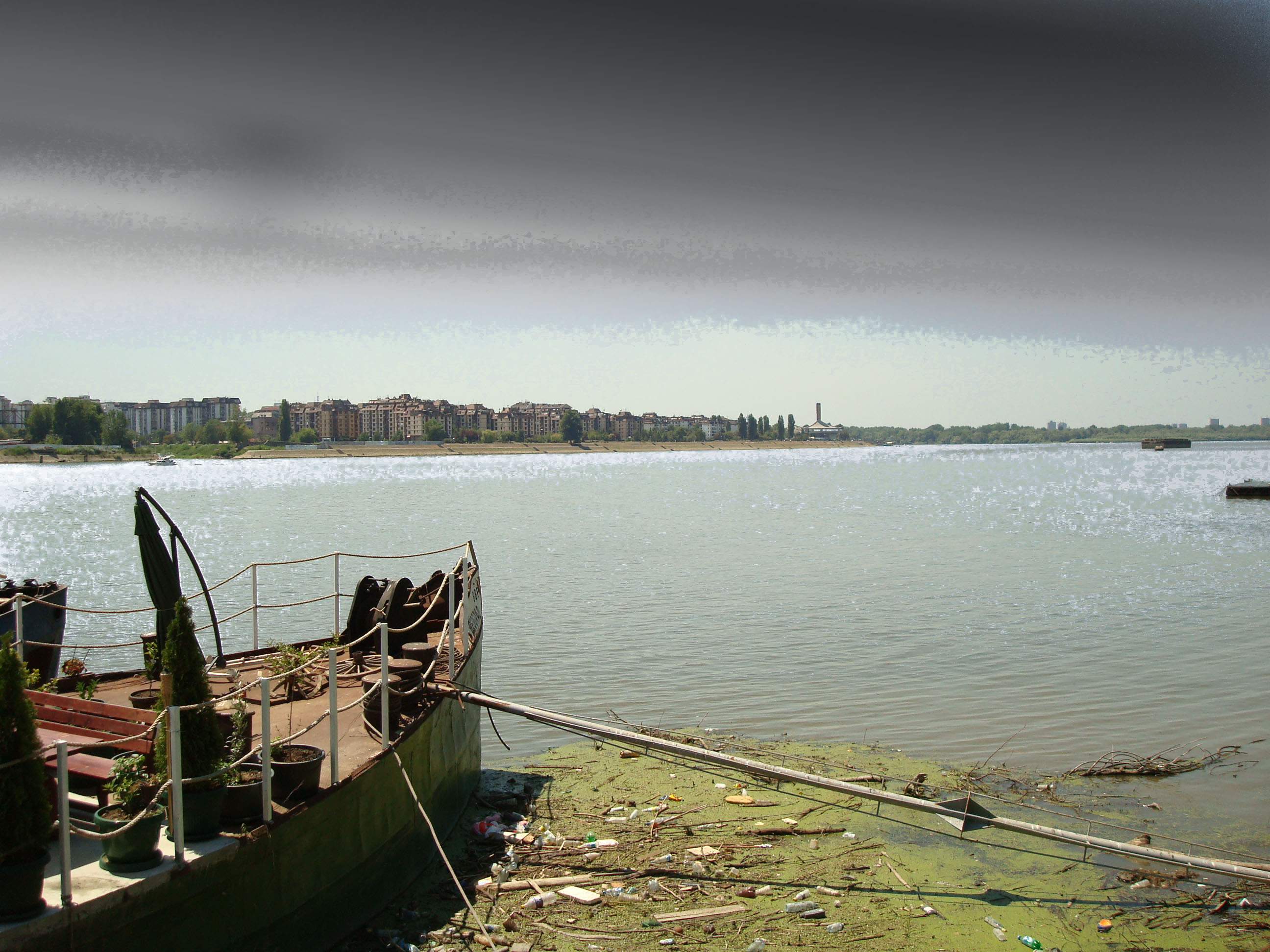
Le Danube dans le quartier de Dorćol

Le club de rugby à XIII de Dorćol, baptisé Dorćol Spiders, est considéré comme l'un des tout meilleurs clubs de rugby à XIII de Serbie. Depuis 2002 il a remporté 10 championnats.
Le centre de sports et de loisirs Milan Gale Muškatirović, construit en 1973, est situé sur la rive du Danube, ; ses courts de tennis ont été rénovés pour accueillir le premier Serbia Open en 2009 ; en plus de ses installations sportives, il propose aussi des excursions en bateau sur le fleuve.
Le quartier est également connu pour sa promenade aménagée le long du Danube ; elle possède une longue piste cyclable ; de nombreuses boîtes de nuit sont également installées au bord de l'eau. Cette promenade porte le nom d'Obala majora Gavrilovića (« le quai du major Gavrilović ») en l'honneur de Dragutin Gavrilović, un officier serbe qui participa à la défense de Belgrade lors de la Première Guerre mondiale. Une petite marina sur le Danube, Engel Marina Dorćol, est actuellement en projet.

## Économie
L'ouest et le nord de Dorćol sont principalement résidentiels, mais l'est et la rive du Danube sont industrialisés : on y trouve des dépôts, des entrepôts, des ateliers de GSP Beograd (la société de transport de la Ville de Belgrade), des installations d'alimentation en eau ainsi qu'une station d'épuration, la centrale de cogénération Dunav etc.
Sur le plan des transports, la voie ferrée qui contourne la forteresse de Kalemegdan traverse Dorćol et passe sur le pont de Pančevo (Pančevački most). La partie ouest du port de Belgrade, Dunav, fait également partie du quartier de Dorćol.